# دانشگاه کوئینزلند جنوبی

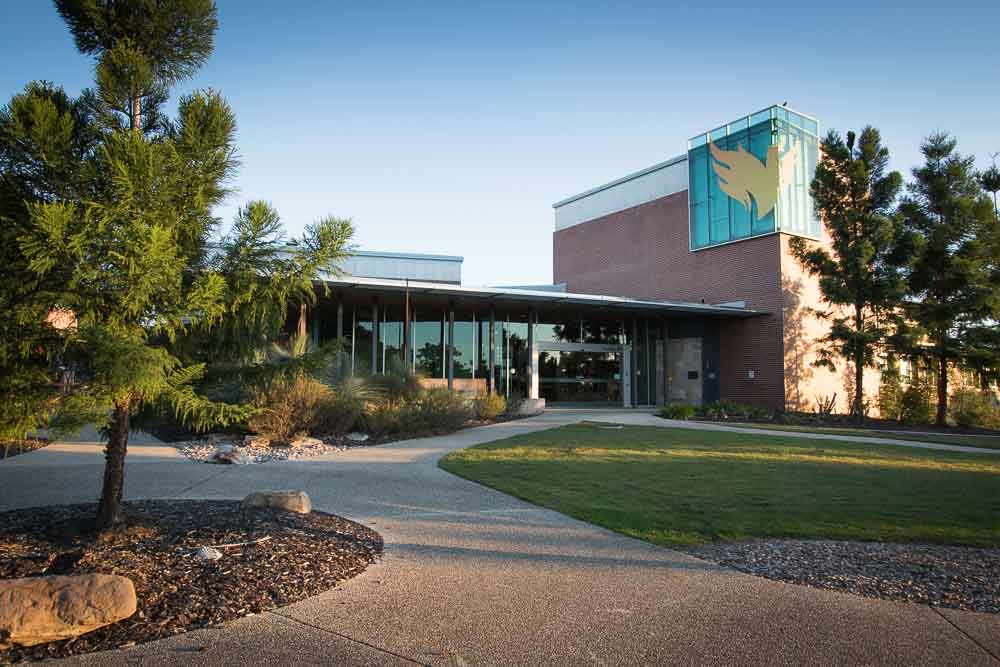
محوطه دانشگاهی در ایپسویچ

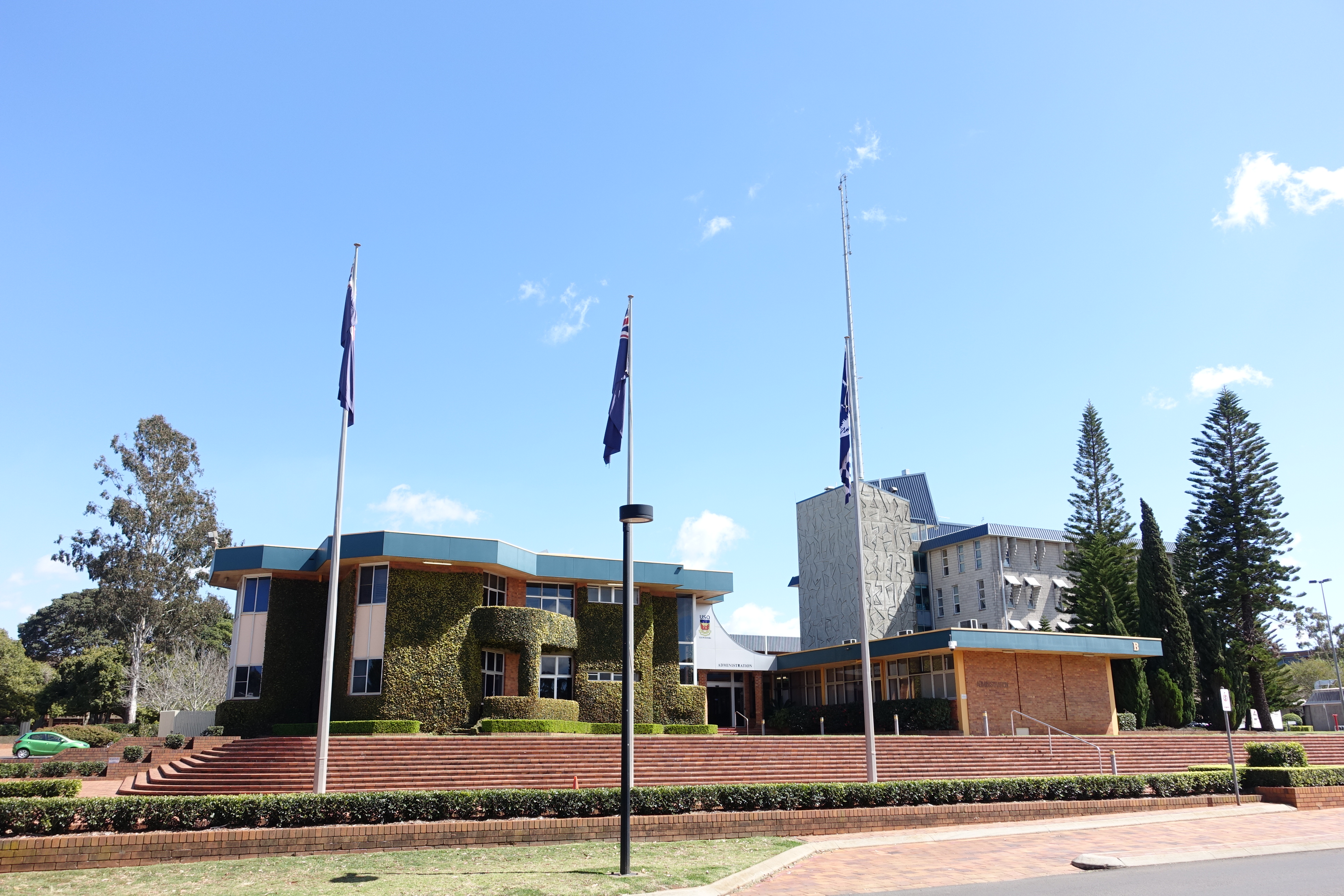
محوطه دانشگاهی در توومبا

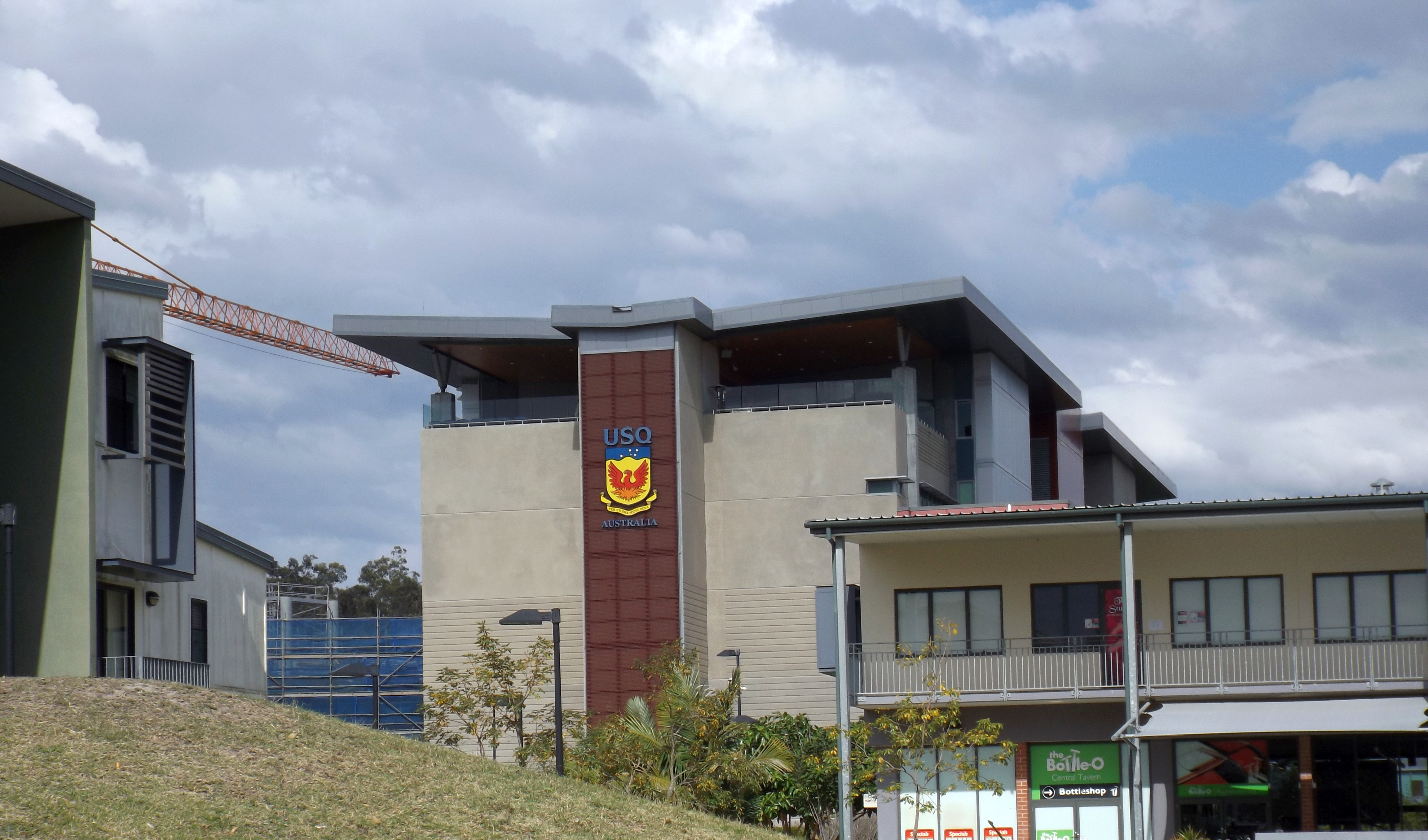
محوطه دانشگاهی در اسپرینگ فیلد

دانشگاه کوئینزلند جنوبی (به انگلیسی: University of Southern Queensland) به اختصار (USQ) دانشگاه دولتی در استرالیا است که در توومبا در کوئینزلند واقع شده‌است. این دانشگاه با اندازه متوسط است که دوره‌های آموزشی را در زمینه حقوق، بهداشت، مهندسی، علوم، تجارت، آموزش و پرورش و هنر ارائه می‌دهد.
این دانشگاه برای داشتن بزرگترین باغ طراحیِ ژاپن، بزرگترین پارکینگ یکپارچه خورشیدی و کتابخانه‌ای با امکانات جنگل‌های بارانی در استرالیا شناخته شده‌است. در سال ۲۰۱۷، این دانشگاه، برنده جایزه بین‌المللی سبز برای رویکرد خود بر انرژی‌های پایدار و با تمرکز بر انرژی‌های تجدیدپذیر، کاهش ضایعات، حفظ آب و ادغام پایداری به برنامه‌ریزی استراتژیک شد.